# Route nationale 738
Die Route nationale 738, kurz N 738 oder RN 738, war eine französische Nationalstraße, die von 1933 bis 1973 zwischen einer Kreuzung mit der ehemaligen Nationalstraße 725 westlich von Mirebeau und einer Kreuzung mit der ehemaligen Nationalstraße 138 nördlich von Saint-Maixent-l’École verlief. Ihre Länge betrug 44 Kilometer.